# Seznam měst ve Francouzské Guyaně
Toto je seznam měst ve Francouzské Guyaně.
Zdaleka největší aglomerací ve Francouzské Guyaně je Cayenne, kde 7. ledna 2006 žilo 75 740 obyvatel, což představuje asi 37% obyvatelstva celé země.
V následující tabulce jsou uvedena největší města, výsledky sčítání obyvatelstva z roku 1999, odhady počtu obyvatel na rok 2009 a arrondissementy, do nichž města náleží. Počet obyvatel se vztahuje na vlastní město bez předměstí. Města jsou seřazena podle velikosti.
| Města ve Francouzské Guyaně | Města ve Francouzské Guyaně | Města ve Francouzské Guyaně | Města ve Francouzské Guyaně | Města ve Francouzské Guyaně |
| Pořadí                      | Město                       | sčítání v roce 1999         | odhad pro rok 2009          | Arrondissement              |
| --------------------------- | --------------------------- | --------------------------- | --------------------------- | --------------------------- |
| 1.                          | Cayenne                     | 50 594                      | 71 087                      | Cayenne                     |
| 2.                          | Matoury                     | 18 032                      | 34 533                      | Cayenne                     |
| 3.                          | Saint-Laurent-du-Maroni     | 19 211                      | 28 944                      | Saint-Laurent-du-Maroni     |
| 4.                          | Kourou                      | 19 171                      | 28 416                      | Cayenne                     |
| 5.                          | Remire-Montjoly             | 15 555                      | 22 125                      | Cayenne                     |
| 6.                          | Macouria                    | 5 050                       | 13 019                      | Cayenne                     |
| 7.                          | Maripasoula                 | 3 710                       | 8 364                       | Saint-Laurent-du-Maroni     |
| 8.                          | Mana                        | 5 445                       | 6 271                       | Saint-Laurent-du-Maroni     |
| 9.                          | Apatou                      | 3 628                       | 5 789                       | Saint-Laurent-du-Maroni     |
| 10.                         | Grand-Santi                 | 2 862                       | 4 966                       | Saint-Laurent-du-Maroni     |
| 11.                         | Sinnamary                   | 2 783                       | 3 400                       | Cayenne                     |
| 12.                         | Saint-Georges               | 2 153                       | 3 276                       | Cayenne                     |
| 13.                         | Roura                       | 1 791                       | 2 621                       | Cayenne                     |
| 14.                         | Iracoubo                    | 1 430                       | 1 579                       | Cayenne                     |
| 15.                         | Camopi                      | 1 032                       | 1 530                       | Cayenne                     |
| 16.                         | Awala-Yalimapo              | 887                         | 1 344                       | Saint-Laurent-du-Maroni     |